# پایگاه داده دومین حفظ‌شده
پایگاه داده دومِـین حفظ‌شده (انگلیسی: Conserved Domain Database) یک پایگاه داده از مدلهای جستجوی پایگاه داده انشقاقی و همچنین مدل‌های هم‌ترازسازی چند توالی از دومِـین پروتئین بسیار قدیمی و پروتئین‌های کامل است که به‌خوبی توصیف و توضیح‌نویسی شده‌است.